# Макдоналд, Джеймс Гровер
Джеймс Гро́вер Макдо́налд — американский дипломат, первый посол США в Израиле.

## Биография
Макдоналд родился в Колдуотере, штат Огайо, 29 ноября 1886 года. Его родители управляли отелем, а затем переехали в Олбани, штат Индиана, чтобы управлять вторым.
Макдоналд получил степень бакалавра в Университете Индианы в Блумингтоне (IU) в 1909 году, степень магистра по истории, политологии и международным отношениям — в том же университете в 1910 году. Он стал преподавателем истории в Гарвардском университете и оставался там до своего возвращения в Университет Индианы в качестве доцента в 1914 году.
Во время проживания в Олбани Макдоналд познакомился с Рут Стаффорд. Они поженились в 1915 году. У них было двое детей, дочери Барбара Энн и Джанет.
Макдоналд преподавал в IU до 1918 года, включая перерыв в 1915 и 1916 годах, чтобы учиться в Испании в качестве научного сотрудника Гарвардского университета. Он также вёл летние занятия в Университете Джорджии в 1916 и 1917 годах.
В 1919 году Макдоналд переехал в Нью-Йорк, чтобы работать в Ассоциации реформирования государственной службы.
В 1933 году Макдоналд был назначен председателем Высшей комиссии по делам беженцев (евреев и других), прибывающих из Германии. Этот орган был предложен в октябре 1933 года. Согласно этому предложению Высшая комиссия являлась полностью автономной организацией, отвечающей за поиск собственных источников финансирования, поскольку она не получит никакой финансовой поддержки от Лиги Наций, с которой она связана. Комиссия не отчитывалась перед Лигой Наций, а только перед Управляющим органом Комиссии. Резолюция о комиссии была принята 12 октября 1933 года.
Во время своего пребывания на посту Верховного комиссара Макдоналд искал множество путей поддержки в своих усилиях по спасению страдающих немецких евреев. Он обращался ко многим организациям, таким как правительство Соединённых Штатов и Ватикан, за поддержкой, но в конечном итоге оказался в изоляции. Были даны обещания финансовой помощи, как и в случае с пожертвованием в десять тысяч долларов от Конгресса США, обещанным президентом Рузвельтом, но лишь немногие из них были выполнены. За время своего пребывания в должности Макдоналд стал сионистом, частично в результате своих тесных связей с Хаимом Вейцманом и его заместителем директора Норманом . Макдоналд часто встречался с Центрально-британским фондом немецких евреев (ныне Всемирная еврейская помощь), чтобы обсудить предложения по эмиграции немецких евреев.
В конечном итоге Макдоналд расстроился из-за отсутствия поддержки и сострадания, с которыми он столкнулся во время своего пребывания на посту Верховного комиссара по делам беженцев (евреев и других). Будучи не в состоянии найти новые дома для многочисленных перемещённых еврейских беженцев, Макдоналд оставил свой пост 27 декабря 1935 года.

## Посол в Израиле
Макдоналд был членом англо-американского комитета по вопросу о Палестине, созданного 10 декабря 1945 года для изучения возможностей массового расселения европейских евреев в Палестине. В своём заключительном докладе от 30 апреля 1946 года содержался призыв к немедленному въезду в Палестину 100 000 перемещённых евреев.
23 июля 1948 года он был назначен Специальным представителем Соединённых Штатов в Израиле. Его назначение было личным выбором президента Трумэна. Против него выступил министр обороны Джеймс Форрестол, а против госсекретаря Джордж Маршалл. Он не был профессиональным дипломатом и имел сложные отношения с сотрудниками Госдепартамента, которых он называл «техниками».
По пути к назначению он встретился в Лондоне с министром иностранных дел Эрнстом Бевином - «Я должен был сказать себе, что это был не Гитлер, сидящий передо мной», - на котором он спровоцировал Бевина выйти из себя, предложив Великобритании отправить дипломатического представителя в Тель-Авив. Он прибыл в Хайфу 12 августа 1948 года. В течение первых месяцев в стране были серьёзные опасения за его безопасность. Три месяца назад Томас Уоссон, консул США в Иерусалиме, был убит в Западном Иерусалиме. 22 августа члены радикальной организации «лехи» похитили клерка из консульстве США в Иерусалиме и удерживали его почти сутки. Опасения усилились после убийства в сентябре графа Фольке Бернадотта.
Он критиковал отказ Временного правительства разрешить любым арабским беженцам возвращаться в свои дома. Он утверждал, что это вызовет длительную горечь, но он настойчиво лоббировал Государственный департамент, а также лично президента Трумэна, за дипломатическое признание. 24 августа 1948 года он телеграфировал Трумэну: «Я пришёл к выводу, что еврейский акцент на мирных переговорах более здравый, чем нынешний в США и ООН акцент на перемирие и демилитаризацию [Иерусалима] и беженцев». В сентябре он утверждал, что задержка в признании «только поощряет евреев к их агрессивному отношению». Во время избирательной кампании в первом Кнессете в декабре 1948 года он неоднократно предупреждал своих начальников об угрозе попыток Советского Союза влиять на результат. 25 января 1949 года, незадолго до дня выборов, ему удалось получить одобрение займа США-Израильского экспортно-импортного банка.
В начале февраля 1949 года его должность была повышена до полного посла.
Он решительно выступил против отказа правительства США признать оккупацию Израиля Иерусалимом. Его просьба к Государственному департаменту о разрешении присутствовать на первом заседании Кнессета в Иерусалиме была отклонена. Он использовал свою позицию, чтобы избежать какого-либо выделения этой политики. 29 июля 1950 года он снял запрет на ведение официальных дел в городе, когда провёл встречу с Давидом Бен-Гурионом, чтобы обсудить начало Корейской войны.
Он протестовал против Государственного департамента, когда в июне 1949 года президент Трумэн раскритиковал Израиль и пригрозил санкциями после заявлений о том, что Израиль может аннексировать сектор Газа. В ноябре 1948 года он лоббировал Государственный департамент в пользу членства Израиля в Организации Объединённых Наций. Он также принимал активное участие в получении Менахемом Бегином гостевой визы для въезда в США, отменяя запрет на въезд в страну членов террористических организаций.
Он проводил кампанию за кредит США на модернизацию порта Хайфы и участвовал в первом официальном коммерческом соглашении между двумя странами - воздушном договоре между Израилем и США 1950 года.
Он провёл две встречи с папой Пием XII, на которых выступал за признание папой Израиля, который удерживался из-за отказа Израиля позволить христианам возвращаться в свои дома в Западном Иерусалиме после операции «Евуси».
После публикации своей книги «Моя миссия в Израиле. 1948–1951», бесплатная копия была отправлена каждому раввину в Соединённых Штатах.
Вернувшись в США, он добавил своё имя в список сионистских группировок от 23 октября 1953 года, в котором было опубликовано заявление с осуждением угрозы прекращения помощи во время кризиса из-за отвода воды из реки Иордан.